# 永濟義渡碑
永濟義渡碑，是分別位於臺灣南投縣濁水溪兩岸名間鄉濁水福興宮、竹山鎮社寮紫南宮的兩座義渡碑，列為南投縣文化資產。

## 緣由
臺灣早期渡船在民營方面，常有勒索之事發生，僅對貧弱者造成重大負擔，也讓行旅者飽受困擾，因此為往來行旅者提供公益性質的義渡，即在此種背景下產生。
其中住在濁水溪附近的董郁文，受兒子董榮華教師簡化成鼓勵下，率先捐了佛銀六百元，想在濁水庄到沙連堡的要津作義渡，獲吳聯輝、陳再裕贊助，但董郁文不久就遽逝，因此計畫中斷。董榮華繼承父志，得吳光亮、吳聯輝、陳梓都、陳再鑾、張敬祠、曾理養、陳漂意、林登榜、蕭慶雲、簡廷俊、張炳煌、吳朝良、陳震電、陳振英、劉時勤、陳正吉、蔡大清、陳冷泉、莊鍾英、黃聰亮、陳合成、簡化成、董啟章、曾秉彝、陳存德、曾長春、張廷標、林瑞隆、林祈和、陳瑞奢、黃慶豐、洪兆祥、陳宗知、莊文蔚、吳上珍、莊和田、陳瑞祿、陳世祥、魏良樹、陳鼎興、吳倉育、陳隆盛、吳清福、曾振國、吳赤牛、陳文梓、吳新興、高江和、莊梓虔、巫會扁、莊如掇、洪其昌、莊深坑、陳佛送、吳老力、洪正春捐助，以兩千八百元在獅尾堀、猐仔寮、牛崎脚、咬狗坑、清水碑口溝等地，購買每年總可收四百石的田地作為義渡費用。

## 經營
義渡碑文由簡化成撰書，文首敘濁水溪湍激勢如黃河不利商旅，次述董郁文等人商議倡建義渡始末，再記捐款籌募名錄、義田賣方與地址、支應租納、筏夫工資諸費，末列議定義渡船務各項規定。除碑文外，董郁文的子孫董獻廷，保有百餘件義渡史料，有渡船契、義渡田契、丈單、執照、腰牌、義渡公記等。
碑於光緒五年（1879年）由董鍾奇等，以一佰元各於濁水溪南岸的社寮紫南宮、北岸的濁水村福興宮勒石立碑，兩碑文字稍有差異。
南投縣立文化中心主任陳正昇表示，永濟義渡規定每日卯時至申時義渡，每日最末班船，雖然僅載客一人，亦必須為其撐渡，以示此一事業為公平服務，不拘人數或對象，不僅在當時，即在現代亦應是公益事業的典範。義渡的地點是視溪水的多少、寬窄、平穩度而遷移。枯水期架設臨時竹橋三處，春秋架橋兩次，到了雨季則好動用船夫運渡往來商旅。此服務在1911年8月才交由日本政府接辦，成立財團法人繼續經營，直到1934年6月間，因集集吊橋竣工而終止。該吊橋到1960年依然再用。集集攔河堰興建後，濁水溪水流量不再大量，枯水期更只是涓涓細流。

## 紀念
1988年2月26日，內政部公告指定永濟義渡碑為三級古蹟。3月10日，台灣省政府函請有關縣市政府將列為第三級古蹟的明寧靖王墓、永濟義渡碑等依《文化資產保存法》妥為保存。
1995年，南投縣立文化中心獲得董郁文後人通知，表示他們擁有一百多件的未公開資料，可以詮釋當時渡口及義田、義渡的情形，當時正好名間鄉籍的台灣大學歷史研究所學生吳淑惠，在台灣史研究所籌備處主任黃富三教授的指導下，致力這項研究。同年10月，南投縣立文化中心展覽永濟義渡古文書資料。
2001年3月20日，縣府出版南投縣六大觀光風景線折頁導覽圖，其中杉林溪風景線包含永濟義渡碑、紫南宮、萬年亨衢碣、竹山照鏡台等。7月1日，社寮文教基金會舉行文化活動，在永濟義渡碑、社寮甘泉井、陳武舉人宅等放置戳印，集滿十個就可得到陶藝茶杯，吸引二百多名民眾參加。
2004年12月25日，紫南宮與福興宮，因感於永濟義渡的因緣，舉行百年首次會香，紫南宮廟方沿濁水溪南北兩岸碼頭的舊址繞境。主事者在濁水溪搭妥一座竹橋，抵達名間鄉濁水村。